# فرودگاه کونکلین لیسمر
فرودگاه کونکلین لیسمر (به انگلیسی: Conklin (Leismer) Airport) یک فرودگاه خصوصی است که یک باند فرود شن دارد و طول باند آن ۱٬۵۹۹ متر است. این فرودگاه در کشور کانادا قرار دارد و در ارتفاع ۵۸۳ متری از سطح دریا واقع شده‌است.